# Pierre Gallien
Pierre Gallien (Parijs, 19 oktober 1911 – Barcelona, 28 mei 2009) was een Frans wielrenner, die beroeps was tussen 1935 en 1939.

## Wielerloopbaan
Gallien won de etappe naar Monaco (de allereerste aankomst aldaar) in de Ronde van Frankrijk van 1939.

## Belangrijkste overwinningen
1936
- Eindklassement Ronde van Roemenië

1939
- 13e etappe deel b Ronde van Frankrijk
- etappe Ronde van Marokko

## Resultaten in voornaamste wedstrijden
| Jaar | Ronde van Italië | Ronde van Frankrijk | Ronde van Spanje |
| ---- | ---------------- | ------------------- | ---------------- |
| 1936 |                  |                     |                  |
| 1937 |                  | 8e                  |                  |
| 1938 |                  | 15e                 |                  |
| 1939 |                  | 16e (1)             |                  |

| Jaar | Milaan-San Remo |
| ---- | --------------- |
| 1936 |                 |
| 1937 |                 |
| 1938 | 54e             |
| 1939 |                 |